# Titre au millième
Pour les articles homonymes, voir titre.
Le titre au millième est un système de notation de la pureté du platine, de l'or , de l'argent, et du palladium  indiquant au millième près le titre (ou aloi) d'un métal (c'est-à-dire le rapport de la masse du métal à la masse totale de l'alliage qu'il compose). Par exemple, un alliage dont 75 % de la masse correspond à de l'or est noté « 750 » (car 75 % = 750 ‰ = 750/1 000), le titre d'un métal « pur » étant de 1 000 ‰. Dans un alliage, les masses atomiques des différents atomes sont différentes, ainsi un alliage à 50/50 en nombre d'atomes entre un métal léger comme le titane et un métal lourd comme le platine ou l'or aura un titre au millième plus petit pour le titane et plus grand pour le platine.
Plusieurs pays européens utilisent cet étalon plutôt que celui des carats, employé aux États-Unis. En France, le millième remplace le carat depuis 1995.
Le titre est garanti par l'État, qui appose son poinçon de titre. Depuis le 1er juillet 2004 en France, la réforme de la garantie des métaux précieux transfère la responsabilité du titre aux professionnels sous réserve du respect du cahier des charges et seulement sur des ouvrages fabriqués et importés en France. Les douanes sont chargées de ce contrôle.

## Titres courants
Les titres au millième les plus couramment utilisés pour les métaux précieux sont :

### Argent
- 999 (argent pur) : 24 carats (24 ct)
- 958 : argent Britannia 23 carats (23 ct)
- 925 (titre légal) : argent sterling 22 carats (22 ct)
- 835 : 20 carats (20 ct)
- 800 (titre légal) : 19 carats (19 ct) ; en France, titre minimal pour désigner un ouvrage comme étant en argent[1].

### Or
- 999 (or fin) : 24 carats (24 ct)
- 958 : 23 carats (23 ct)
- 916 (titre légal) : 22 carats (22 ct)
- 900 (titre légal) : 21,6 carats (21,6 ct)
- 833 (titre légal) : 20 carats (20 ct)
- 750 (titre légal) : 18 carats (18K)
- 625 : 15 carats (15 ct)
- 585 (titre légal bas) : 14 carats (14K)
- 417 : 10 carats (10 ct)
- 375 (titre légal bas) : 9 carats (9K) ; en France, titre minimal pour désigner un ouvrage comme étant en or[1].
- 333 : 8 carats (8 ct)

### Platine
- 999 (platine pur) : 24 carats (24 ct)
- 950 (titre légal) : 23 carats (23 ct)
- 900 (titre légal) : 22 carats (22 ct)
- 850 (titre légal) : 20 carats (20 ct) ; en France, titre minimal pour désigner un ouvrage comme étant en platine[1].